# Kanton Léguevin
Léguevin is een kanton van het Franse departement Haute-Garonne. Het kanton maakt deel uit van het arrondissement Toulouse. 

## Gemeenten
Het kanton Léguevin omvatte tot 2014 de volgende 10 gemeenten:
- Brax
- Lasserre
- Léguevin (hoofdplaats)
- Lévignac
- Mérenvielle
- Pibrac
- Plaisance-du-Touch
- Pradère-les-Bourguets
- Sainte-Livrade
- La Salvetat-Saint-Gilles

Na de herindeling van de kantons bij decreet van 13 februari 2014, met uitwerking op 22 maart 2015 omvatte het kanton 36 gemeenten.
Op 1 januari 2018 werden de gemeenten Lasserre en Pradère-les-Bourguets samengevoegd tot de fusiegemeente (commune nouvelle) Lasserre-Pradère.
Sindsdien omvat het kanton volgende gemeenten:
- Bellegarde-Sainte-Marie
- Bellesserre
- Bretx
- Brignemont
- Le Burgaud
- Cabanac-Séguenville
- Cadours
- Le Castéra
- Caubiac
- Cox
- Daux
- Drudas
- Garac
- Grenade
- Le Grès
- Lagraulet-Saint-Nicolas
- Laréole
- Lasserre-Pradère
- Larra
- Launac
- Léguevin
- Lévignac
- Menville
- Mérenvielle
- Merville
- Montaigut-sur-Save
- Ondes
- Pelleport
- Puysségur
- Saint-Cézert
- Saint-Paul-sur-Save
- Sainte-Livrade
- La Salvetat-Saint-Gilles
- Thil
- Vignaux